# Ottar Dahl
Ottar Dahl, född den 5 januari 1924 i Nannestad, död den 4 april 2011 i Oslo, var en norsk historiker.
Han blev dr. philos. 1957 på en historieteoretisk studie om orsaksförklaringar i historieämnet. Han blev universitetsstipendiat 1957 och docent i historia vid universitetet i Oslo 1960. Dahl var anställd som professor i historia vid samma lärosäte från 1966 till 1991.
Ottar Dahl var den norske historiker som tidigast specialiserade sig på historieteori och historiografi. Han skrev också en metodbok i källkritik som var i bruk under lång tid. Dahl skrev även om fascismens framväxt i Italien under mellankrigstiden.